# Dividivi
Dividivi (Caesalpinia coriaria, synoniemen: Libidibia coriaria, Poinciana coriaria) is een boom uit de vlinderbloemenfamilie (Leguminosae) die van nature voorkomt in Mexico, Midden-Amerika, het noorden van Zuid-Amerika en het Caraïbisch Gebied.

## Naam
Dividivi is ook bekend als watapana in het Papiaments. De vrucht van de watapana heet Dividivi, vandaar dat de watapana ook wel dividivi wordt genoemd. In vroegere tijd betekent het woord watapaana (zie spelling 1914) ook een geseling, omdat de dunne takken gebruikt werden om de slaven te straffen.

## Vorm
Op Aruba, Bonaire en Curaçao komt deze boom veel voor. Bekend zijn daar de exemplaren die door de passaatwind zijn gevormd; een boom die zo in één richting groeit wordt op de eilanden een waaiboom genoemd.

## Eigenschappen
Een watapana kan goed tegen droogte, door middel van zijn stevige wortels en kleine bladeren. Daarom komt het zelden voor dat een watapana kaal is als gevolg van droogte en bloeit 2 à 3 keer per jaar. Als hij in bloei staat, wordt hij bezocht door kolibries.

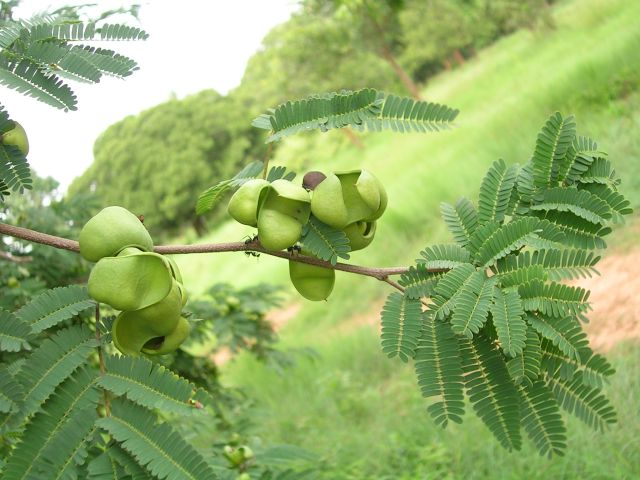
Dividivi vruchten van een Watapana boom.

De tot 15 cm lange samengestelde bladeren zijn oneven geveerd vertakt met 5 tot 10 paar bladsteeltjes, met aan elk weer 15 tot 25 paar deelblaadjes van 6-7 mm lang en 2 mm breed.
Daarnaast bloeien de bloemen in trossen die dubbel bloeien en zijn ze lichtgeel van kleur en ruiken lekker. De dividivivruchten zijn dikke, donkerbruine kromme peulen die in verschillende richtingen krullen. De peulen van de watapana werden geëxporteerd om leer te bewerken.